# Lac Senneville
Pour les articles homonymes, voir Senneville.
Le lac Senneville est un plan d'eau douce de la partie Nord-Est du territoire de Val-d’Or, dans la région administrative de l’Abitibi-Témiscamingue, dans la province de Québec, au Canada.
La foresterie constitue la principale activité économique du secteur. Les activités récréotouristiques arrivent en second, grâce à un plan d’eau navigable du lac Blouin et ses affluents ainsi que la rivière Harricana.
La partie Nord du lac Senneville est accessible grâce au chemin du Pont-Carrier (sens Est-Ouest), la route 397 (à l’Est) et le chemin de Saint-Edmond (au Sud). La surface du lac Senneville est généralement gelée du début de décembre à la fin avril.

## Géographie
Ce lac comporte une longueur de 3,5 km, un largeur maximale de 2,6 km et une altitude de 307 m.
Le lac Senneville comporte une zone de marais au Nord-Est, soit autour de la décharge de la rivière Senneville qui approvisionne le lac.
Le lac Senneville se déverse par sa rive Ouest dans un détroit d’une longueur de 1,8 km qui rejoint une baie de la rive Nord du lac Blouin. L’embouchure du lac Senneville est localisé à :
- 5,8 km au Nord-Est de l’embouchure du lac Blouin ;
- 16,0 km au Nord-Est du centre-ville de Val-d’Or ;
- 13,6 km au Nord-Est du Lac De Montigny ;
- 19,8 km au Sud-Ouest du Lac Pascalis[1].

Les principaux bassins versants voisins du lac Senneville sont :
- côté Nord : rivière Senneville, rivière Courville ;
- côté Est : rivière Pascalis, lac Pascalis ;
- côté Sud : lac Blouin, rivière Bourlamaque, rivière Sabourin, lac Sabourin ;
- côté Ouest : lac Blouin, rivière Fiedmont, rivière Vassan, rivière Laine.

## Toponymie
Cette appellation figure sur une carte de 1929.
Le toponyme "lac Senneville" a été officialisé le 5 décembre 1968 par la Commission de toponymie du Québec, soit lors de sa création.